# Friso Nijboer
Friso Nijboer (ur. 26 maja 1965 w Nijmegen) – holenderski szachista, arcymistrz od 1993 roku.

## Kariera szachowa
Od połowy lat 90. XX wieku należy do ścisłej czołówki holenderskich szachistów. W roku 1995 triumfował w Wijk aan Zee, zaś w 1999 – w Den Bosch. W 2002 podzielił II m. (za Michałem Krasenkowem, a wraz z Ivanem Sokolovem) w turnieju Corus B w Wijk aan Zee. W tym samym roku podzielił również II m. (za Loekiem van Welym) w otwartym turnieju Lost Boys w Amsterdamie. W 2003 podzielił I m. w turnieju open w Cannes, zwyciężył również w otwartych mistrzostwach Holandii w Dieren oraz w Groningen. W 2004 triumfował w Amsterdamie oraz w Porto San Giorgio. W roku 2005 odniósł kolejne sukcesy: podzielił I m. w Nancy, zajął II m. w otwartych mistrzostwach kraju w Dieren, podzielił I m. w Hamburgu, zwyciężył w Vandœuvre-lès-Nancy oraz podzielił II m. w Hoogeveen. W 2006 ponownie zwyciężył w otwartych mistrzostwach Holandii, triumfował w turnieju open w Calvii, podzielił I m. w Amsterdamie oraz był drugi (za Michałem Krasenkowem) w Vlissingen. W 2007 r. triumfował w dwóch kolejnych openach, rozegranych w Barcelonie, podzielił również II m. (za Eltajem Safarlim, wspólnie z Janem Smeetsem, Jewgienijem Postnym i Janem Werle)) w Hoogeveen. W 2008 r. podzielił I m. w Hoogeveen (wspólnie ze Stewartem Haslingerem i Alexandrem Fierem) i w Maastricht (wspólnie z Siergiejem Klimowem, Gawainem Jonesem i Robinem Swinkelsem), natomiast w 2009 r. – w Metz (wspólnie z Adamem Horvathem i Namigiem Guliewem). W 2010 r. zwyciężył w turnieju HSG Open w Hilversum.
Wielokrotnie reprezentował Holandię w turniejach drużynowych, m.in.:
- sześciokrotnie na olimpiadach szachowych (w latach 1996, 1998, 2000, 2002, 2004, 2006)[2],
- czterokrotnie na drużynowych mistrzostwach Europy (w latach 1992, 1997, 2001, 2003); dwukrotny medalista: wspólnie z drużyną – złoty (2001) oraz indywidualnie – złoty (2001 – na V szachownicy)[3].

Najwyższy ranking w dotychczasowej karierze osiągnął 1 października 2006 r., z wynikiem 2641 punktów zajmował wówczas 67. miejsce na  światowej liście FIDE (oraz 4. wśród holenderskich szachistów).